# Sport ve Spojených státech amerických

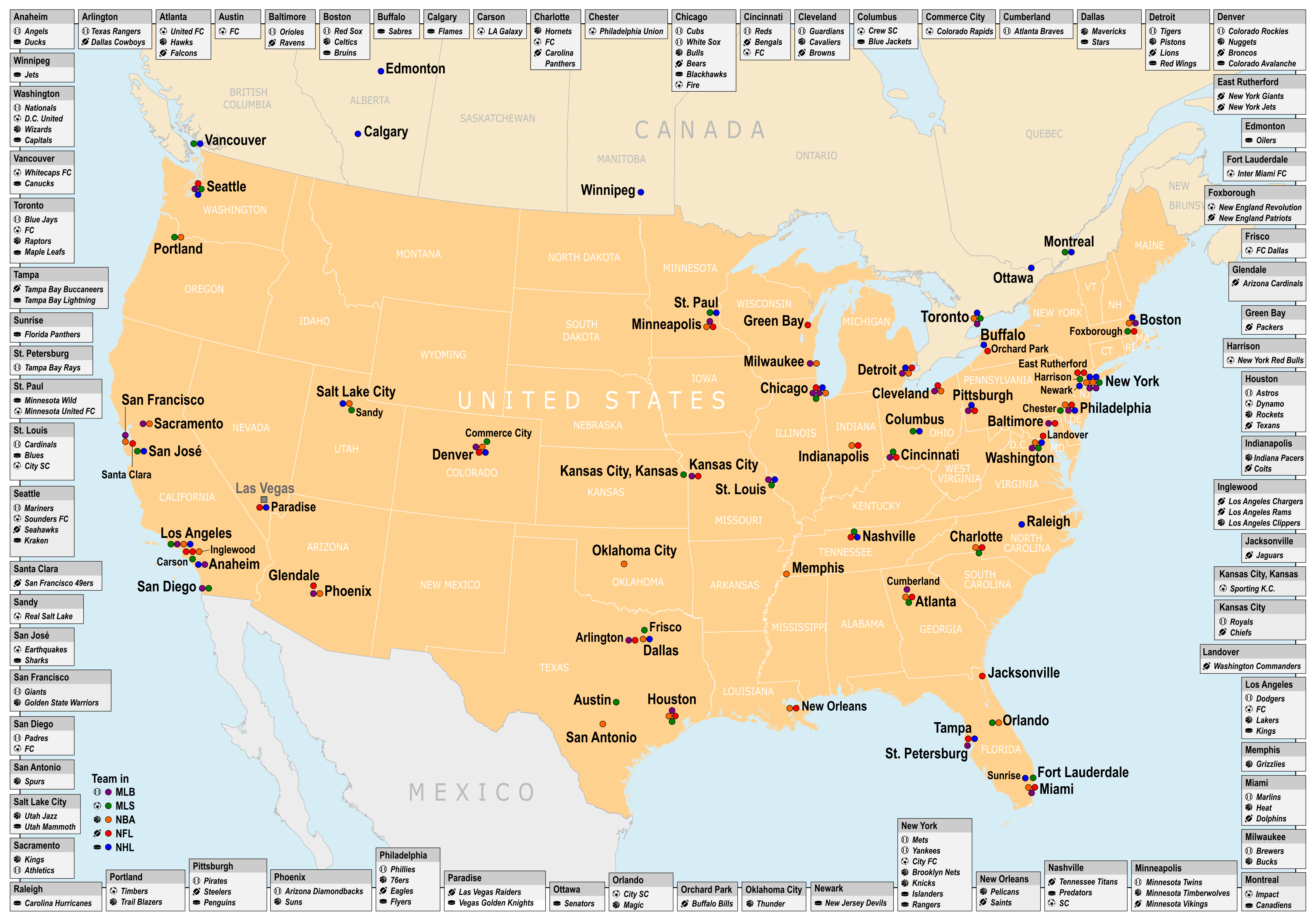
Města v USA a Kanadě, kde se hraje NFL, NBA, MLB, MLS nebo NHL

Nejoblíbenější sporty ve Spojených státech jsou kolektivní sporty, tenis, golf, wrestling, motoristický sport a badminton.

## Kolektivní sporty
Jako svůj nejoblíbenější sport uvádějí Američané následující kolektivní sporty (uvedena nejvyšší ligová soutěž, procenta z roku 2005):
- Americký fotbal 38,8 % – National Football League (NFL), Super Bowl
- Basketbal 15,3 % – National Basketball Association (NBA), Finále NBA
- Baseball 14,8 % – Major League Baseball (MLB), Světová série
- Fotbal 8,2 % – Major League Soccer (MLS), MLS Cup
- Lední hokej 3,8 % – National Hockey League (NHL), Stanley Cup

Těchto pěti soutěží se účastní 154 týmů (142 z USA a 12 z Kanady):
| Stát USA         | Poč. | Americký fotbal NFL (32)                                        | Basketbal NBA (29/30)                                                                  | Baseball MLB (29/30)                                                                                                | Fotbal MLS (27/30)                                                          | Lední hokej NHL (25/32)                                  |
| ---------------- | ---- | --------------------------------------------------------------- | -------------------------------------------------------------------------------------- | --- | --------------------------------------------------------------------------- | -------------------------------------------------------- |
| Washington, D.C. | 4    |                                                                 | • Washington Wizards                                                                   | • Washington Nationals                                                                                              | • D.C. United                                                               | • Washington Capitals                                    |
| Alabama          |      |                                                                 |                                                                                        | |                                                                             |                                                          |
| Aljaška          |      |                                                                 |                                                                                        | |                                                                             |                                                          |
| Arizona          | 3    | • Arizona Cardinals                                             | • Phoenix Suns                                                                         | • Arizona Diamondbacks                                                                                              |                                                                             |                                                          |
| Arkansas         |      |                                                                 |                                                                                        | |                                                                             |                                                          |
| Colorado         | 5    | • Denver Broncos                                                | • Denver Nuggets                                                                       | • Colorado Rockies                                                                                                  | • Colorado Rapids                                                           | • Colorado Avalanche                                     |
| Connecticut      |      |                                                                 |                                                                                        | |                                                                             |                                                          |
| Delaware         |      |                                                                 |                                                                                        | |                                                                             |                                                          |
| Florida          | 11   | • Jacksonville Jaguars • Miami Dolphins • Tampa Bay Buccaneers  | • Miami Heat • Orlando Magic                                                           | • Miami Marlins • Tampa Bay Rays                                                                                    | • Orlando City SC • Inter Miami CF                                          | • Florida Panthers • Tampa Bay Lightning                 |
| Georgie          | 4    | • Atlanta Falcons                                               | • Atlanta Hawks                                                                        | • Atlanta Braves | • Atlanta United FC                                                         |                                                          |
| Havaj            |      |                                                                 |                                                                                        | |                                                                             |                                                          |
| Idaho            |      |                                                                 |                                                                                        | |                                                                             |                                                          |
| Illinois         | 6    | • Chicago Bears                                                 | • Chicago Bulls                                                                        | • Chicago Cubs • Chicago White Sox                                                                                  | • Chicago Fire                                                              | • Chicago Blackhawks                                     |
| Indiana          | 2    | • Indianapolis Colts                                            | • Indiana Pacers                                                                       | |                                                                             |                                                          |
| Iowa             |      |                                                                 |                                                                                        | |                                                                             |                                                          |
| Jižní Dakota     |      |                                                                 |                                                                                        | |                                                                             |                                                          |
| Jižní Karolína   |      |                                                                 |                                                                                        | |                                                                             |                                                          |
| Kalifornie       | 19   | • Los Angeles Chargers • Los Angeles Rams • San Francisco 49ers | • Golden State Warriors • Los Angeles Clippers • Los Angeles Lakers • Sacramento Kings | • Los Angeles Dodgers • Los Angeles Angels of Anaheim • Oakland Athletics • San Diego Padres • San Francisco Giants | • Los Angeles FC • Los Angeles Galaxy • San Jose Earthquakes • San Diego FC | • Anaheim Ducks • Los Angeles Kings • San Jose Sharks    |
| Kansas           | 1    |                                                                 |                                                                                        | | • Sporting Kansas City                                                      |                                                          |
| Kentucky         |      |                                                                 |                                                                                        | |                                                                             |                                                          |
| Louisiana        | 2    | • New Orleans Saints                                            | • New Orleans Pelicans                                                                 | |                                                                             |                                                          |
| Maine            |      |                                                                 |                                                                                        | |                                                                             |                                                          |
| Maryland         | 3    | • Baltimore Ravens • Washington Commanders                      |                                                                                        | • Baltimore Orioles                                                                                                 |                                                                             |                                                          |
| Massachusetts    | 5    | • New England Patriots                                          | • Boston Celtics                                                                       | • Boston Red Sox | • New England Revolution                                                    | • Boston Bruins                                          |
| Michigan         | 4    | • Detroit Lions                                                 | • Detroit Pistons                                                                      | • Detroit Tigers |                                                                             | • Detroit Red Wings                                      |
| Minnesota        | 5    | • Minnesota Vikings                                             | • Minnesota Timberwolves                                                               | • Minnesota Twins                                                                                                   | • Minnesota United FC                                                       | • Minnesota Wild                                         |
| Mississippi      |      |                                                                 |                                                                                        | |                                                                             |                                                          |
| Missouri         | 5    | • Kansas City Chiefs                                            |                                                                                        | • Kansas City Royals • St. Louis Cardinals                                                                          | • St. Louis City SC                                                         | • St. Louis Blues                                        |
| Montana          |      |                                                                 |                                                                                        | |                                                                             |                                                          |
| Nebraska         |      |                                                                 |                                                                                        | |                                                                             |                                                          |
| Nevada           | 2    | • Las Vegas Raiders                                             |                                                                                        | |                                                                             | • Vegas Golden Knights                                   |
| New Hampshire    |      |                                                                 |                                                                                        | |                                                                             |                                                          |
| New Jersey       | 4    | • New York Jets • New York Giants                               |                                                                                        | | • New York Red Bulls                                                        | • New Jersey Devils                                      |
| New York         | 9    | • Buffalo Bills                                                 | • Brooklyn Nets • New York Knicks                                                      | • New York Mets • New York Yankees                                                                                  | • New York City FC                                                          | • Buffalo Sabres • New York Islanders • New York Rangers |
| Nové Mexiko      |      |                                                                 |                                                                                        | |                                                                             |                                                          |
| Ohio             | 8    | • Cincinnati Bengals • Cleveland Browns                         | • Cleveland Cavaliers                                                                  | • Cincinnati Reds • Cleveland Indians                                                                               | • FC Cincinnati • Columbus Crew SC                                          | • Columbus Blue Jackets                                  |
| Oklahoma         | 1    |                                                                 | • Oklahoma City Thunder                                                                | |                                                                             |                                                          |
| Oregon           | 2    |                                                                 | • Portland Trail Blazers                                                               | | • Portland Timbers                                                          |                                                          |
| Pensylvánie      | 8    | • Philadelphia Eagles • Pittsburgh Steelers                     | • Philadelphia 76ers                                                                   | • Philadelphia Phillies • Pittsburgh Pirates                                                                        | • Philadelphia Union                                                        | • Philadelphia Flyers • Pittsburgh Penguins              |
| Rhode Island     |      |                                                                 |                                                                                        | |                                                                             |                                                          |
| Severní Dakota   |      |                                                                 |                                                                                        | |                                                                             |                                                          |
| Severní Karolína | 4    | • Carolina Panthers                                             | • Charlotte Hornets                                                                    | | • Charlotte FC                                                              | • Carolina Hurricanes                                    |
| Tennessee        | 4    | • Tennessee Titans                                              | • Memphis Grizzlies                                                                    | | • Nashville SC                                                              | • Nashville Predators                                    |
| Texas            | 11   | • Dallas Cowboys • Houston Texans                               | • Dallas Mavericks • Houston Rockets • San Antonio Spurs                               | • Houston Astros • Texas Rangers                                                                                    | • Austin FC • FC Dallas • Houston Dynamo FC                                 | • Dallas Stars                                           |
| Utah             | 3    |                                                                 | • Utah Jazz                                                                            | | • Real Salt Lake                                                            | • Utah Mammoth                                           |
| Vermont          |      |                                                                 |                                                                                        | |                                                                             |                                                          |
| Virginie         |      |                                                                 |                                                                                        | |                                                                             |                                                          |
| Washington       | 4    | • Seattle Seahawks                                              |                                                                                        | • Seattle Mariners                                                                                                  | • Seattle Sounders FC                                                       | • Seattle Kraken                                         |
| Wisconsin        | 3    | • Green Bay Packers                                             | • Milwaukee Bucks                                                                      | • Milwaukee Brewers                                                                                                 |                                                                             |                                                          |
| Wyoming          |      |                                                                 |                                                                                        | |                                                                             |                                                          |
| Západní Virginie |      |                                                                 |                                                                                        | |                                                                             |                                                          |

Některé týmy mají název města sousedního státu, sídlí však v uvedeném – např. New York (New Jersey), Washington (Maryland).
Z tabulky plyne:
- Všech pět kolektivních sportů je přítomno v deseti státech: Colorado, Florida, Illinois, Kalifornie, Massachusetts, Minnesota, New York, Ohio, Pensylvánie a Texas
- Nejvíce týmů je v Kalifornii (19), na Floridě a v Texasu (oba státy 11)
- Ani jeden tým není ve 23 státech
- Posledními přírůstky byl v 2021 tým MLS Austin FC (Texas) a tým NHL Seattle Kraken (Washington), v roce 2022 tým MLS Charlotte FC (Severní Karolína) a v roce 2023 tým MLS St. Louis City SC (Missouri).
V roce 2024 skončil tým NHL Arizona Coyotes a vznikl Utah Mammoth. V roce 2025 přibyl tým MLS San Diego FC (Kalifornie).

## Sportovní události
USA získalo mnoho sportovních události a koná se tam několik pravidelných turnajů sledovaných po celém světě.

### Olympijské hry

#### Letní olympijské hry
- 1904 – St. Louis (Missouri)
- 1932 – Los Angeles (Kalifornie)
- 1984 – Los Angeles (Kalifornie)
- 1996 – Atlanta (Georgie)
- 2028 – Los Angeles (Kalifornie) – očekávaná událost

#### Zimní olympijské hry
- 1932 – Lake Placid (New York)
- 1960 – Squaw Valley (Kalifornie)
- 1980 – Lake Placid (New York)
- 2002 – Salt Lake City (Utah)

### Mistrovství světa ve fotbale
- 1994 – 9 měst: East Rutherford (New Jersey), Dallas (Texas), Foxborough (Massachusetts), Chicago (Illinois), Orlando (Florida), Pasadena (Kalifornie), Pontiac (Michigan), Stanford (Kalifornie) a Washington, D.C.

### Mistrovství světa v atletice
- 2022 – Eugene (Oregon)

### Mistrovství světa v ledním hokeji
V letech 1932 a 1960 bylo MS v hokeji v rámci OH v USA.
- 1962 – Colorado Springs a Denver (Colorado)

### Tenis
- US Open – pravidelný turnaj (1881), jeden ze čtyř turnajů tenisového Grand Slamu

### Golf
- Masters Tournament – pravidelný turnaj (1934), jeden ze čtyř turnajů golfového Grand Slamu

### Motoristický sport

#### Formule 1
Velká cena USA se jela poprvé v roce 1908, od roku 1959 je součástí Formule 1. Od roku 1959 se jezdila na šesti okruzích, od roku 2012 se jezdí na okruhu Circuit of the Americas u Austinu v Texasu.

#### MotoGP
Od roku 2013 se na stejném okruhu jako F1 jezdí i jeden z podniků Mistrovství světa silničních motocyklů.

#### NASCAR
Závody NASCAR se jezdí oficiálně od roku 1948. Tyto závody na oválech patří mezi nejsledovanější sporty v USA. Tři největší závodní série jsou Monster Cup Series, Xfinity Series a Camping World Truck Series. Celkově se však pod patronací NASCAR pořádá okolo 1500 závodů na více než 100 tratích ve 39 státech USA, Kanady a Mexika.

## Mistrovství USA
- Mistrovství USA v atletice
- Mistrovství USA ve sportovním lezení
- Mistrovství USA v šachu
- Tenisové mistrovství USA mužů na antuce